# Cocheren
Cocheren (Duits: Kochern ) is een gemeente in het Franse departement Moselle (regio Grand Est). Cocheren telde op 1 januari 2022 3.351 inwoners.
De gemeente maakt sinds 22 maart 2015 deel uit van het kanton Forbach. Daarvoor hoorde het bij het kanton Behren-lès-Forbach, dat toen opgeheven werd. Het arrondissement Forbach fuseerde met het arrondissement Boulay-Moselle tot het huidige arrondissement Forbach-Boulay-Moselle.

## Geografie
De oppervlakte van Cocheren bedroeg op 1 januari 2022 5,62 vierkante kilometer; de bevolkingsdichtheid was toen 596,3 inwoners per km².

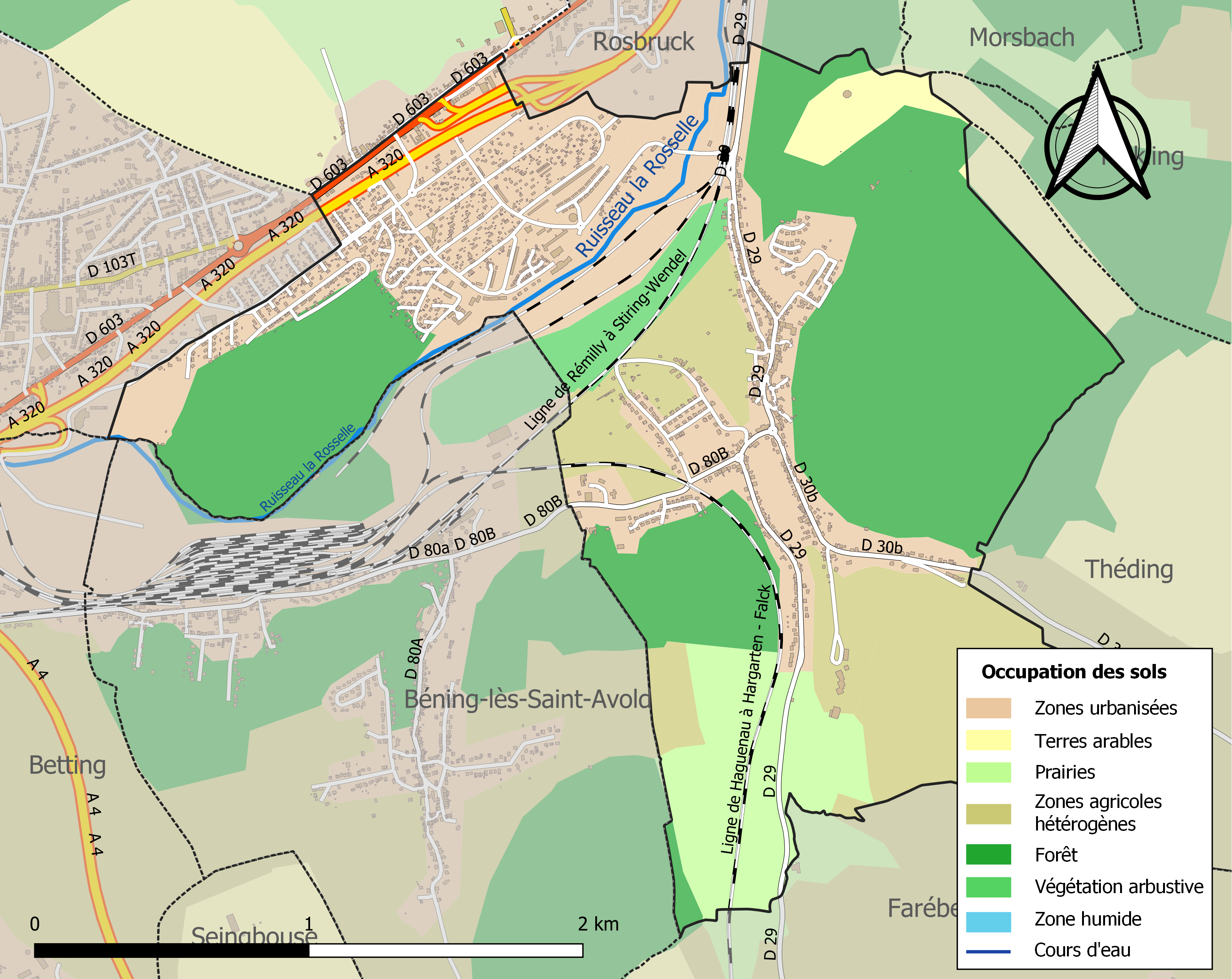
Kaart van de gemeente met de belangrijkste infrastructuur, bodemgebruik en omliggende gemeenten

## Demografie
Onderstaande figuur toont het verloop van het inwonertal (bron: INSEE-tellingen).